# Ernassa gabriellae
Ernassa gabriellae är en fjärilsart som beskrevs av Lauro Travassos 1954. Ernassa gabriellae ingår i släktet Ernassa och familjen björnspinnare. Inga underarter finns listade i Catalogue of Life.